# Pegomya mirabifurca
Pegomya mirabifurca är en tvåvingeart som beskrevs av Cui, Li och Fan 1993. Pegomya mirabifurca ingår i släktet Pegomya och familjen blomsterflugor.
Artens utbredningsområde är Nei Mongol (Kina). Inga underarter finns listade i Catalogue of Life.